# Lakhanpur
Lakhanpur (ook gespeld als Lakhenpur) is een stad en “notified area” in het district Kathua van het Indiase unieterritorium Jammu en Kasjmir. De plaats ligt aan de rivier de Ravi, die hier de grens vormt met de staat Punjab. Ten westen van Lakhanpur ligt de stad Kathua.

## Demografie
Volgens de Indiase volkstelling van 2001 wonen er 1.521 mensen in Lakhanpur, waarvan 53% mannelijk en 47% vrouwelijk is. De plaats heeft een alfabetiseringsgraad van 77%.